# Birgitta Valberg
Birgitta Valberg Hansson (Stoccolma, 16 dicembre 1916 – Lidingö, 29 marzo 2014) è stata un'attrice svedese, vincitrice del premio Guldbagge come miglior attrice nel 1977.

## Biografia
Studentessa della scuola del Teatro Nazionale di Stoccolma dal 1940 al 1943, fece parte della compagnia stabile dal 1940 al 1996, interpretando oltre cento ruoli nella sua carriera teatrale. Al cinema si era avvicinata precedentemente, nella prima metà degli anni trenta.

## Vita privata
Sposatasi nel 1939, ebbe tre figli.

## Filmografia parziale
- Città portuale (Hamnstad), regia di Ingmar Bergman (1948)
- Karin Månsdotter, regia di Alf Sjöberg (1954)
- La fontana della vergine (Jungfrukällan), regia di Ingmar Bergman (1960)
- L'amante (Älskarinnan), regia di Vilgot Sjöman (1962)
- La vergogna (Skammen), regia di Ingmar Bergman (1968)
- Paradistorg, regia di Gunnel Lindblom (1977)
- Il figlio della domenica (Söndagsbarn), regia di Daniel Bergman (1992)

## Doppiatrici italiane
Nelle versioni in italiano dei suoi film, Birgitta Valberg è stata doppiata da:
- Lydia Simoneschi in La fontana della vergine
- Benita Martini in La vergogna

## Riconoscimenti
- Guldbagge
  - 1977 - Miglior attrice per Paradistorg